# Nicola Legrottaglie
Nicola Legrottaglie, né le 20 octobre 1976 à Gioia del Colle, Province de Bari située dans la région des Pouilles,  est un ancien footballeur italien.
Surnommé durant sa carrière Il Duca biondo ou encore Infradito, Legrottaglie a évolué dans de nombreux clubs en Italie, mais reste surtout célèbre pour sa période entre 2003 et 2011 au club piémontais de la Juventus.

## Palmarès
- Championnat d'Italie en 2011 avec le Milan AC
- Champion d'Italie de Serie B en 2007 avec la Juventus
- Vainqueur de la Supercoupe d'Italie en 2003 avec la Juventus

## Vie personnelle
Chrétien dévot, il est l'auteur du livre "J'ai fait une promesse...". Ce livre est le témoignage de sa vie et de son rapport à la religion.